# Тёрнер, Отис
Отис Тёрнер (англ. Otis Turner; 29 ноября 1862, Фэрфилд — 28 марта 1918, Лос-Анджелес) — американский кинорежиссёр, сценарист и продюсер. С 1908 по 1917 годы он снял 133 фильма и написал 40 сценариев.
Прототипом Отиса Тёрнера стал Отис Вернер, режиссёр и продюсер фильма Племянницы тётушки Джейн едут на Запад.

## Фильмография
- Доктор Джекилл и мистер Хайд (1908, неподтверждено)
- Волшебная фея и радио-пьесы (1908)
- Ковбой-миллионер (1909)
- Чудесный волшебник страны Оз (1910)
- Игрок на свирели по имени Шон (1913)
- Робинзон Крузо (1913)
- Хижина дяди Тома (1913)
- Damon and Pythias (1914)
- Чёрная коробка (1915)
- Итальянский берег (1915)
- Дела есть дела (1915)